# Big Fun (Miles Davis)
Big Fun è un doppio album del musicista jazz Miles Davis registrato in diverse sessioni e con formazioni diverse. L'album venne pubblicato da Teo Macero nel 1974 in disaccordo con Davis, che invece non voleva che venisse pubblicato visto la presenza di materiale da lui scartato nelle pubblicazioni precedenti. Ampiamente ignorato alla sua prima pubblicazione (sesta posizione nella Jazz Albums statunitense), il disco è stato ristampato il 1º agosto 2000 dalla Columbia & Legacy Records con l'aggiunta di tracce bonus, che hanno portato a una rivalutazione globale dell'opera da parte della critica.

## Descrizione
Data la sua frammentarietà di registrazione, Big Fun riflette ben tre differenti fasi del periodo "elettrico" del Miles Davis di inizio anni settanta.
Si tratta di un album antologico di materiale registrato (ma non pubblicato) tra il 1969 e il 1972, nell'album è presente Ife che fa parte della sessione di registrazione dell'album On The Corner del 1972. La traccia è infatti simile, nell'atmosfera, a quelle presenti su quell'album, con prevalenza di batteria e basso elettrico e una schiera di musicisti che improvvisano individualmente sull'ipnotica linea di basso. Registrata nel marzo 1970, la traccia Go Ahead John è invece un outtake proveniente dalle sessioni dell'album A Tribute to Jack Johnson.
Le facciate 1 e 4 dell'LP originale (Great Expectations/Orange Lady e Lonely Fire) furono registrate tre mesi dopo le sessioni che avevano prodotto Bitches Brew e includono il suono di sitar, tambura, tabla, e altri strumenti tradizionali indiani.

## Critica

### Reazioni iniziali
Pubblicato il 19 aprile 1974 dalla Columbia Records, Big Fun debuttò alla posizione numero 193 della classifica statunitense di Billboard Top LPs vendendo circa 50 000 copie nella prima settimana. Il disco salì fino alla posizione numero 179 in classifica generale e alla numero 6 nella classifica Top Jazz LPs. Secondo Todd S. Jenkins di All About Jazz: "La lunga, ronzante, oscura ed esotica musica elettrica, e in effetti l'idea stessa di appena quattro canzoni che occupavano quattro lati completi di un album, non era troppo attraente per i critici o il mercato in generale in un'epoca dove, le brevi e taglienti melodie da discoteca incominciavano a diffondersi a macchia d'olio. Quindi Big Fun ricevette recensioni generalmente fredde".
In una recensione favorevole, Billboard affermò: "Gran parte dell'esistenzialismo in forme musicale che ha caratterizzato le ultime uscite di Miles Davis sono incarnate in questo nuovo album, ma Davis possiede una creatività e una competenza professionale tali da rompere con la tradizione, e di rimanere ancora un eccitante, interessante, innovativo ed accettabile artista.". Bob Palmer di Rolling Stone commentò il disco scrivendo: "essenzialmente Big Fun è il più consistente, accattivante, vario e avventuroso album di Miles Davis sin dai tempi di Live-Evil, e come tale, senza dubbio darà ai molti imitatori di Davis qualcosa su cui riflettere". Il critico del The Village Voice, Robert Christgau diede a Big Fun il voto A-, descrivendolo come "un disco molto buono" e aggiungendo: "Se una delle facciate del doppio album non vi fornirà soddisfazione intensa e coerente, entrambi gli LP includono diversi momenti che ve la daranno". Christgau descrisse tre dei pezzi più lunghi [...] come incisi in maniera un po' troppo frettolosa", ma scrisse anche che "per la maggior parte l'album conteneva musica bellissima e originale". Indicò Lonely Fire come brano migliore, scrivendo: "dopo i lunghi meandri dell'introduzione, il pezzo si sviluppa in una musica d'atmosfera lirica che ricorda lo spirito e l'intento fondamentale di Sketches of Spain".

### Reazioni successive
In retrospettiva, Thomas Jurek di AllMusic definì l'album "pieno di pezzi di bravura compositiva ed esecutiva", ma criticò "i numerosi cambi di formazione nelle tracce", scrivendo che "nonostante la presenza di brani classici come Great Expectations di Joe Zawinul, Big Fun sembra un compendio delle fonti dalle quali attinge". La The Rolling Stone Album Guide dà al disco tre stellette su cinque e afferma che l'album "rifugge da facili categorizzazioni, anche se i suoi brani "dark" e "lunari" sono un esempio importante di strumentazione classica indiana impiantata su ritmi rock e funk". L'autorevole The Penguin Guide to Jazz assegna all'album tre stellette su quattro descrivendolo come "una simulazione divertente di una band R&B, quasi spinta in ambiti jazz, con gli elementi chiave del sound elettrico di Davis".
Il critico di Down Beat John Ephland commentò l'album scrivendo: "c'è davvero un senso di avventura, e il coraggio di correre rischi con tanto talento, e con un design così scheletrico", aggiungendo che "Big Fun rafforza l'idea che i contributi primari di Miles alla musica sono stati l'orchestrare, l'organizzare, più che l'eseguire. Come questa musica sia stata messa insieme dimostra di essere interessante tanto quanto qualsiasi altro lavoro solista o di gruppo [...] Tra l'altro, la qualità del suono digitale è elevata e costante in tutto l'album".
Gianfranco Salvatore nel suo saggio Miles Davis. Lo sciamano elettrico (1969-1980) così definisce la traccia Great Expectations presente nell'album: "Il senso di stupefatta invocazione della melodia, gli strumenti orientali e quelli afro-brasiliani, l'ambiente sonoro sempre più illanguidito dagli effetti elettronici, la ciclicità eccentrica dei ritmi sembrano annunciare una New Age tutta davisiana".

## Tracce

### Pubblicazione doppio LP (1974)
Lato 1
1. Great Expectations/Orange Lady – 27:23 (Davis, Zawinul)
2. Great Expectations – 13:34 (Davis, Zawinul)
3. Orange Lady – 13:49 (Zawinul)

Lato 2
1. Ife – 21:34 (Davis)

Lato 3
1. Go Ahead John – 28:27 (Davis)

Lato 4
1. Lonely Fire – 21:21 (Davis)

### Pubblicazione doppio CD (2000)
CD 1
1. Great Expectations – 27:34
2. Ife – 21:33
3. Recollections – 18:55 – (Bonus track non presente nell'LP originale)
4. Trevere – 5:55 – (Bonus track non presente nell'LP originale)

CD 2
1. Go Ahead John – 28:29
2. Lonely Fire – 21:23
3. The Little Blue Frog – 9:13 – (Bonus track non presente nell'LP originale)
4. Yaphet – 9:40 – (Bonus track non presente nell'LP originale)

## Formazione
Great Expectations/Orange Lady (1º novembre 1969 - Columbia Studio E)
- Miles Davis - tromba
- Steve Grossman - sax soprano
- Bennie Maupin - clarinetto basso
- John McLaughlin - chitarra elettrica
- Khalil Balakrishna - sitar elettrico, tamboura
- Bihari Sharima - sitar elettrico, tamboura
- Herbie Hancock - piano elettrico
- Chick Corea - piano elettrico
- Ron Carter - contrabbasso
- Harvey Brooks - basso elettrico
- Billy Cobham - batteria
- Airto Moreira - percussioni

Ife (12 giugno 1972 - Columbia Studio E)
- Miles Davis - tromba elettrica con Wah Wah
- Sonny Fortune - sax soprano, flauto
- Bennie Maupin - clarinetto, flauto
- Carlos Garnett - sassofono soprano
- Lonnie Liston Smith - piano elettrico
- Harold I. Williams Jr. - piano elettrico
- Michael Henderson - basso elettrico
- Al Foster - batteria
- Billy Hart - batteria
- Badal Roy - tabla
- James Mtume - percussioni africane

Recollections (6 febbraio 1970 - Columbia Studio B)
- Miles Davis - tromba
- Wayne Shorter - sax soprano
- Bennie Maupin - clarinetto basso
- John McLaughlin - chitarra elettrica
- Joe Zawinul - piano elettrico (sinistra)
- Chick Corea - piano elettrico (destra)
- Dave Holland - basso elettrico
- Billy Cobham - triangolo
- Jack DeJohnette - batteria
- Airto Moreira - cuíca, percussioni

Trevere (28 novembre 1969 - Columbia Studio E)
- Miles Davis - tromba
- Steve Grossman - sax soprano
- Bennie Maupin - clarinetto basso
- Chick Corea - piano elettrico
- Larry Young - organo, celeste
- Khalil Balakrishna - electric sitar
- Bihari Sharima - tamboura
- Harvey Brooks - basso elettrico
- Dave Holland - contrabbasso
- Jack DeJohnette - batteria
- Billy Cobham - batteria
- Airto Moreira - cuíca, berimbau

Go Ahead John (3 marzo 1970 - Columbia Studio E)
- Miles Davis - tromba
- Steve Grossman - sax soprano
- John McLaughlin - chitarra elettrica
- Dave Holland - basso elettrico
- Jack DeJohnette - batteria

Lonely Fire (28 novembre 1969 - Columbia Studio E)
- Miles Davis - tromba
- Wayne Shorter - sax soprano
- Bennie Maupin - clarinetto basso
- Khalil Balakrishna - sitar, strumenti indiani
- Chick Corea - piano elettrico
- Joe Zawinul - piano elettrico, organo Farfisa
- Dave Holland - contrabbasso
- Harvey Brooks - basso elettrico
- Jack DeJohnette - batteria
- Billy Cobham - batteria
- Airto Moreira - strumenti indiani, percussioni

The Little Blue Frog (28 novembre 1969 - Columbia Studio E)
- Miles Davis - tromba
- Steve Grossman - sax soprano
- Bennie Maupin - clarinetto basso
- John McLaughlin - chitarra elettrica
- Chick Corea - piano elettrico
- Larry Young - organo, celesta
- Khalil Balakrishna - electric sitar
- Bihari Sharima - tamboura
- Harvey Brooks - basso elettrico
- Dave Holland - contrabbasso
- Jack DeJohnette - batteria
- Billy Cobham - batteria
- Airto Moreira - cuíca, berimbau

Yaphet (19 novembre 1969 - Columbia Studio E)
- Miles Davis - tromba
- Steve Grossman - sax soprano
- Bennie Maupin - clarinetto basso
- John McLaughlin - chitarra elettrica
- Herbie Hancock - piano elettrico (sinistra)
- Chick Corea - piano elettrico (destra)
- Khalil Balakrishna - sitar elettrico
- Bihari Sharima - tamboura, tabla
- Harvey Brooks - basso elettrico
- Ron Carter - basso acustico
- Billy Cobham - batteria, triangolo
- Airto Moreira - cuíca, berimbau

## Campionamenti in opere successive
- Lonely Fire
  - Suicidal Thoughts - Notorious B.I.G., nell'album Ready to Die
  - Party Over - i Mobb Deep, nell'album The Infamous
- Ife
  - Foundation - i Brand Nubian, nell'album Foundation